# Sechs Stücke für das Pianoforte opus 74
Sechs Stücke für das Pianoforte is een verzameling werkjes van Christian Sinding voor piano solo. Sinding schreef dergelijke stukjes aan de lopende band, want zijn muziekuitgeverijen zagen voldoende mogelijkheden om ze verkopen.
De titels van deze zes stukjes, die in twee bundeltjes, verschenen zijn:
1. Prélude (con moto)
2. Alla Marcia
3. Intermezzo (non troppo lento)
4. Caprice (vivace)
5. Etude (Espressivo)
6. Variationen (andante doloroso)